# Conrad Dietrich Magirus
Conrad Dietrich Magirus (Ulma, 26 settembre 1824 – Ulma, 26 giugno 1895) è stato un imprenditore e vigile del fuoco tedesco, pioniere che sviluppò la prima autoscala al mondo, fondatore della Magirus.

## Biografia

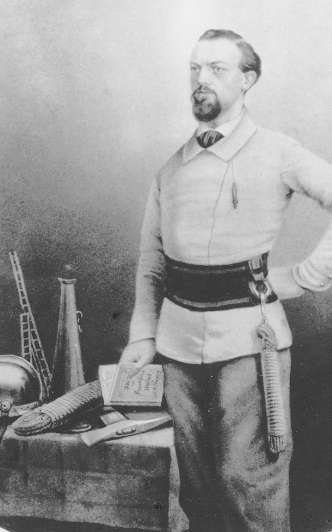
Magirus in gioventù

Conrad Dietrich Magirus nacque a Ulma da una famiglia il cui nome "Magirus" deriva dal greco antico "Mageiros", "Koch" in tedesco. Così si chiamava il teologo Johannes Koch (poi Johannes Magirus) nel XVI secolo.
Fu figlio di un commerciante di manufatti coloniali di Ulma. Visse per sette anni a Napoli in gioventù.
Nel 1846 crea, nella sua città natale, il primo corpo di vigili del fuoco. Nel 1850 pubblica con l'azienda del padre il libro Alle Theile des Feuer-Lösch-Wesens.
Diventa comandante dei vigili del fuoco di Ulma nel 1853; sperimenta diversi sistemi antincendio e sviluppa le prime scale per uso antincendio. Realizza il fatto di fabbricare tali dispositivi su larga scala e di renderli mobili. Nel 1864 fonda la Gebr. Eberhardt offene Handels- und Kommanditgesellschaft. 
Magirus, in disaccordo con i fratelli Eberhardt, fonderà da solo nel 1866 la Feuerwehr-Requisiten-Fabrik C. D. Magirus. 
Dopo la morte i figli Heinrich, Otto e Hermann Magirus conducono l'azienda. Fondano nel 1909 la Feuerwehrgeräte- und Fahrzeugfabrik C. D. Magirus che nel 1911 diventa C. D. Magirus AG. Negli anni trenta del XX secolo si fonde con la Deutz dando vita alla Magirus-Deutz, a sua volta inglobata nella Iveco nel 1975.

## Pietre miliari
- 10 luglio 1853: Magirus con dieci pompieri fonda il corpo dei vigili del fuoco di Plochingen presso Gasthaus zum Waldhorn, l'attuale Deutscher Feuerwehrverband
- 1872: Scala montata su un veicolo a due ruote
- 1892: La prima autoscala Magirus, con altezza dispiegata di 25 m
- 1903: Il primo idrante su veicolo
- 1904: La prima autoscala con dispiegamento automatico[3]

## Onorificenze
- Esistono diverse Magirusstraße in Germania, presso Ulma, Stoccarda e Berlino.

## Galleria d'immagini

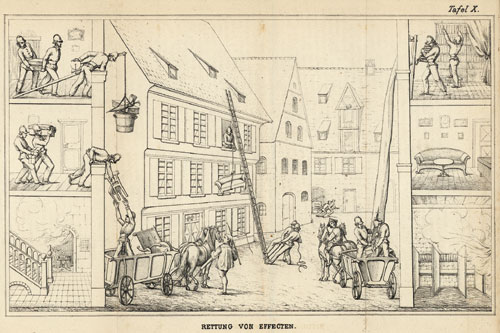
Rettung von Effecten, Illustrazione dal libro Alle Theile des Feuer-Lösch-Wesens, 1850
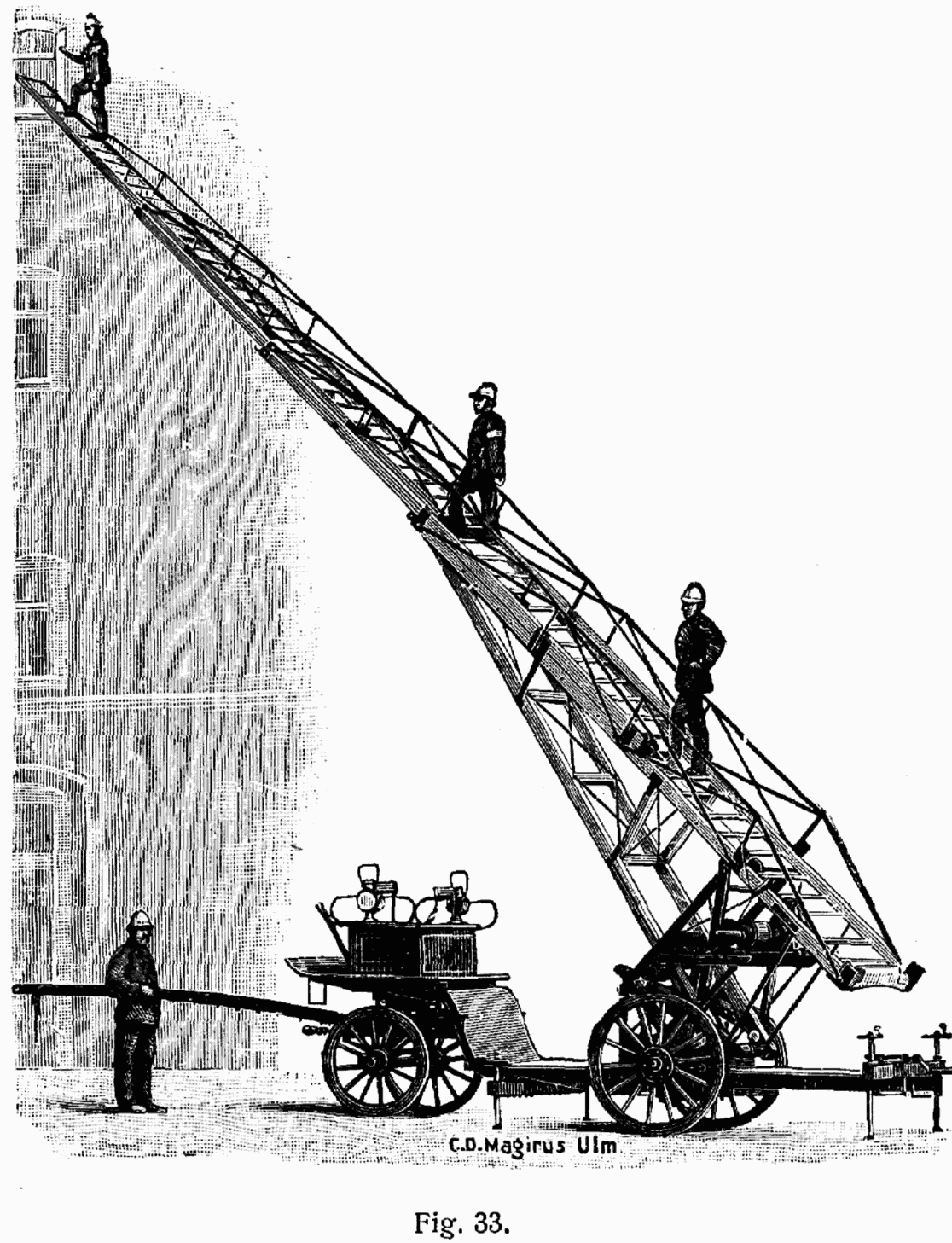
Immagine di una scala Magirus dell'Ottocento